# Funiculaire de Montmartre
Funiculaire de Montmartre (Kabelbanen på Montmartre) er en fuldautomatisk drevet kabelbane beliggende på Montmartre, Paris, Frankrig. Kabelbanen drives af Paris' Metroselskab (RATP) og anvender samme type billetter. Banen åbnede den 13. juli 1900 og er totalt ombygget i 1935 og igen i 1991.
Banen transporterer passagerer til og fra foden af Montmartre til toppen, nær ved kirken Sacré Coeur. Det er et alternativ til den tilsvarende tur ad trappen lige ved siden af (over 300 trin) eller bybusserne, der ligeledes kan benyttes. Kabelbanen anvendes af to millioner passagerer hvert år.

## Karakteristika
Funiculaire de Montmartre har åbent hver dag året rundt fra kl. 06.00 til kl. 00.15. Dagligt transporteres ca 6.000 passagerer, hvilket igen giver omtrent to millioner mennesker om året, fortrinsvis turister eller andre besøgende til den spektakulære kirke. Men også pariserne selv bruger banen når fx de besøger den kunstneriske oase Place du Tertre, som ligger tæt på den øverste af banens stationer.
Dalstationen (nederste station) er placeret mellem Place Saint-Pierre og Place Suzanne-Valadon, mens topstationen ligger ved Rue du Cardinal-Dubois. Banen ligger parallelt med Rue Foyatier, som udelukkende består af trappetrin.

## Den nuværende kabelbane
Banen er konstrueret af det franske firma POMA, som også er kendte for deres svævebaner. Banen, der drives af elektricitet, blev taget i brug den 1. juni 1991. Der er to separate vogne/kabiner, hver med plads til 60 passagerer. Den maksimale kapacitet er på 2.000 personer i timen hver vej. En tur varer lidt under 1½ minut og banen er i alt 108 m. Kabelbanen er med to spor med en sporvidde på 1.435 mm, hvilket er samme sporvidde som jernbanerne i Europa. Banens stigning er på 35,2%.
Teknologien på banen er således, at de to vogne kører uafhængigt af hinanden, i modsætning til de fleste andre kabelbaner, hvor vægten af den ene hjælper med til at trække den anden. Her sidder to separate elektromotorer, så går den ene bane itu kan den anden fortsat køre.

## Historie
Det blev af bystyret i Paris besluttet i 1891, at der skulle anlægges en kabelbane på stedet. Ni år senere var banen bygget. Der var tale om en vanddrevet type, hvor en stor beholder på øverste tog fyldes med vand, hvorved den kører nedad og samtidig trækker den anden vogn op. Ved bunden tømmes vognen for vand, hvorefter processen kan starte forfra.
Systemet kunne ikke fungere i frostvejr og var i det hele taget så langsommeligt, at man i 1935 ombyggede banen til elektrisk drift, dog således, at de to vogne hjalp til med at trække hinanden via indbyrdes forbundne kabler.
I 1991 blev det nuværende anlæg taget i drift.

## Billedgalleri
- Den første kabelbane på Montmartre
- Spor og kabiner i dag
- Den øverste station (topstationen)